# Zonocryptus robustus
Zonocryptus robustus là một loài tò vò trong họ Ichneumonidae.